# São João del Rei
São João del Rei är en stad och kommun i delstaten Minas Gerais i sydöstra Brasilien. Hela kommunen har cirka 90 000 invånare varav cirka 75 000 bor i själva centralorten. Staden grundades under tidigt 1700-tal och har många byggnader från den tiden, bland annat ett sjuttiotal kyrkor.

## Administrativ indelning
Kommunen var år 2010 indelad i sex distrikt:
- Arcângelo
- Emboabas
- Rio das Mortes
- São Gonçalo do Amarante
- São João del Rei
- São Sebastião da Vitória

## Befolkningsutveckling
| Område              | Areal (km²)   | Invånarantal 1 augusti 2000 | Invånarantal 1 augusti 2010 | Invånarantal 1 juli 2014 |
| ------------------- | ------------- | --------------------------- | --------------------------- | ------------------------ |
| Kommun              | 1 464,33      | 78 616                      | 84 469                      | 88 902                   |
| Urban befolkning    | Ingen uppgift | 73 785                      | 79 857                      | Ingen uppgift            |
| ...varav centralort | Ingen uppgift | 70 355                      | 76 006                      | Ingen uppgift            |